# Amorphophallus margretae
Amorphophallus margretae är en kallaväxtart som beskrevs av Stephan Ittenbach. Amorphophallus margretae ingår i släktet Amorphophallus och familjen kallaväxter. Inga underarter finns listade.